# Aílton Ferraz
Aílton, mit vollem Namen Aílton dos Santos Ferraz (* 19. Januar 1966 in Rio de Janeiro), ist ein ehemaliger brasilianischer Fußballspieler und heutiger Fußballtrainer.

## Karriere
Der 1,70 Meter große Mittelfeldspieler begann seine Karriere 1985 beim Verein Flamengo Rio de Janeiro. Er spielte in der Mitte zusammen mit Zico, Jorge Luís Andrade da Silva und Zinho im Mittelfeld. Zusammen mit Júnior war er einer der bedeutendsten Spieler des Jahres. 1992 stand er beim Verein Guarani FC unter Vertrag und von 1993 bis 1994 beim Verein Kashiwa Reysol. 1995 kehrte er zum Verein Fluminense FC zurück. Bei der Campeonato Brasileiro de Futebol gegen Portuguesa wurde er in der 85. Minute eingewechselt und schoss das entscheidende Tor zum Sieg. Von 1996 bis 2002 war er bei verschiedenen Vereinen unter Vertrag, ehe er 2002 einen Vertrag beim Verein Uberlândia EC einen Vertrag für eine Spielzeit unterschrieb. Nach der Spielzeit beendete er seine Karriere als Fußballspieler.
2007 begann er seine Karriere als Trainer beim Verein America FC. Mit einer Ausnahme war er die ganzen Jahre bisher bei brasilianischen Vereinen als Trainer, 2012 trainierte er den japanischen Verein Kashima Antlers. Seit 2015 steht er bei Audax Rio de Janeiro unter Vertrag.

## Titel und Ehrungen
Flamengo
- Staatsmeisterschaft von Rio de Janeiro: 1986, 1991
- Taça Guanabara: 1988, 1989
- Taça Rio: 1985, 1986, 1991
- Copa União 1987: Inoffizieller Landesmeister 1987
- Brasilianischer Pokal: 1990

Fluminense
- Staatsmeisterschaft von Rio de Janeiro (1995)

Gremio
- Campeonato Brasileiro de Futebol (1996)
- Recopa Sudamericana (1996)
- Staatsmeisterschaft von Rio Grande do Sul

Botafogo
- Staatsmeisterschaft von Rio de Janeiro (1997)
- Taça Guanabara (1997)